# Cratere Trumpler (Luna)
Trumpler è un cratere lunare di 76,17 km situato nella parte nord-occidentale della faccia nascosta della Luna.
Il cratere è dedicato all'astronomo statunitense Robert Julius Trumpler.